# Landesfinanzamt

Landesfinanzämter

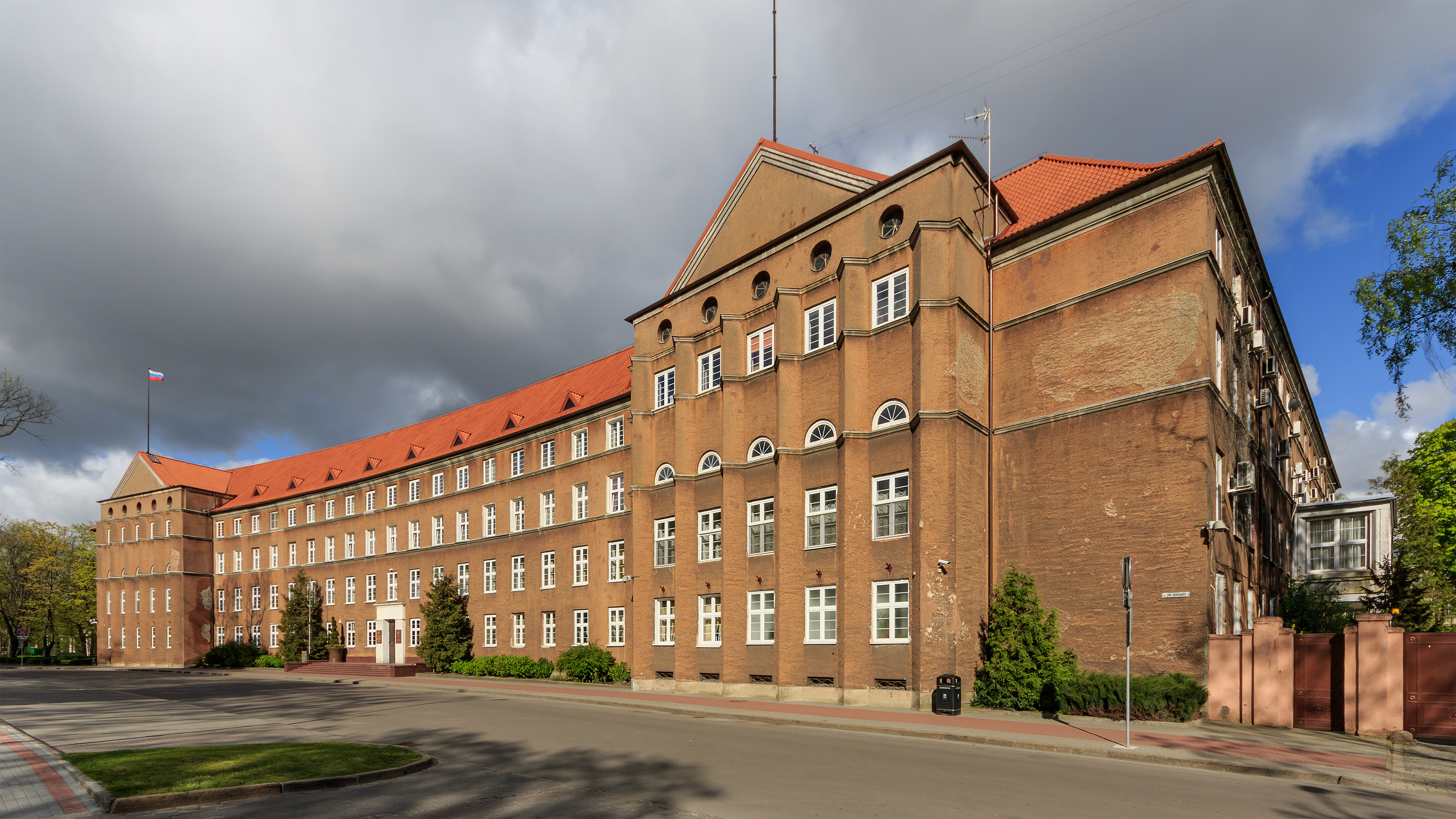
Gebäude des Landesfinanzamtes in Königsberg im Backsteinexpressionismus

Als Landesfinanzamt wurden von 1920 bis 1937 die mittleren Behörden der Steuerverwaltung bezeichnet. Ab dem 1. April 1937 trugen die Behörden die Bezeichnung Oberfinanzpräsident.

## Geschichte
Mit der Erzbergerschen Reform wurde in Deutschland eine einheitliche Reichsfinanzverwaltung geschaffen. Als untere Finanzbehörden entstanden Finanzämter jeweils auf Ebene der Landkreise. Daneben wurden für die Zollverwaltung Hauptzollämter geschaffen. Diesen waren die neu geschaffenen Landesfinanzämter, die für die Gleichmäßigkeit der Besteuerung sorgen sollten, übergeordnet. Obwohl der Name das suggeriert, waren die Landesfinanzämter keine unabhängigen und keine föderalen Landeseinrichtungen. Sie bildeten die mittlere Ebene der Reichsfinanzverwaltung und waren direkt dem Reichsfinanzministerium unterstellt. Ab dem 1. April 1937 trugen die Behörden die Bezeichnung Oberfinanzpräsident (z. B. wurde das Landesfinanzamt Darmstadt zu Oberfinanzpräsident Hessen in Darmstadt). 
Bei den Landesfinanzämtern waren Finanzgerichte eingerichtet.
Nach dem Zweiten Weltkrieg wurde die Steuerverwaltung wieder den Ländern zugeordnet. Die Oberfinanzpräsidenten wurden daher durch die Besatzungsbehörden im Laufe der folgenden Jahre aufgehoben und abgewickelt. Als mittlere Landesbehörden wurden Oberfinanzdirektionen neu geschaffen. Diese waren gleichzeitig Mittelbehörden der Bundeszollverwaltung und der Bundesvermögensverwaltung. Damit waren sie auch gleichzeitig Bundesbehörden.

## Liste der Landesfinanzämter
| Behörde                            | Sitz                  | Bezirk                                             |
| ---------------------------------- | --------------------- | -------------------------------------------------- |
| Landesfinanzamt Brandenburg        | Berlin                | Provinz Brandenburg                                |
| Landesfinanzamt Breslau            | Breslau               | Provinz Niederschlesien                            |
| Landesfinanzamt Kassel             | Kassel                | Provinz Hessen-Nassau                              |
| Landesfinanzamt Darmstadt          | Darmstadt             | Volksstaat Hessen                                  |
| Landesfinanzamt Dresden            | Dresden               | Teile des Freistaat Sachsen                        |
| Landesfinanzamt Düsseldorf         | Düsseldorf            | Teile der Rheinprovinz                             |
| Landesfinanzamt Groß-Berlin        | Berlin                | Groß-Berlin                                        |
| Landesfinanzamt Hannover           | Hannover              | Provinz Hannover                                   |
| Landesfinanzamt Karlsruhe          | Karlsruhe             | Republik Baden                                     |
| Landesfinanzamt Köln               | Köln                  | Teile der Rheinprovinz                             |
| Landesfinanzamt Königsberg         | Königsberg in Preußen | Provinz Ostpreußen                                 |
| Landesfinanzamt Leipzig            | Leipzig               | Teile des Freistaat Sachsen                        |
| Landesfinanzamt Magdeburg          | Magdeburg             | Provinz Sachsen                                    |
| Landesfinanzamt Mecklenburg-Lübeck | Schwerin              | Mecklenburg-Schwerin, Mecklenburg-Strelitz, Lübeck |
| Landesfinanzamt München            | München               | Teile des Freistaates Bayern                       |
| Landesfinanzamt Münster            | Münster               | Provinz Westfalen, Freistaat Lippe                 |
| Landesfinanzamt Nürnberg           | Nürnberg              | Teile des Freistaates Bayern                       |
| Landesfinanzamt Oldenburg          | Oldenburg             | Freistaat Oldenburg                                |
| Landesfinanzamt Oberschlesien      | Oppeln                | Provinz Oberschlesien                              |
| Landesfinanzamt Schleswig-Holstein | Kiel                  | Provinz Schleswig-Holstein                         |
| Landesfinanzamt Stettin            | Stettin               | Provinz Pommern                                    |
| Landesfinanzamt Stuttgart          | Stuttgart             | Volksstaat Württemberg                             |
| Landesfinanzamt Thüringen          | Rudolstadt            | Freistaat Thüringen                                |
| Landesfinanzamt Unterelbe          | Hamburg               | Hamburg                                            |
| Landesfinanzamt Unterweser         | Bremen                | Bremen                                             |
| Landesfinanzamt Würzburg           | Würzburg              | Teile des Freistaates Bayern                       |